# Matthias Sammer
Matthias Sammer (Dresda, 5 settembre 1967) è un dirigente sportivo, allenatore di calcio ed ex calciatore tedesco orientale, dal 1990 tedesco, di ruolo difensore o centrocampista, campione d'Europa con la nazionale tedesca nel 1996.
Considerato uno dei più forti difensori tedeschi della storia, occupa la 94ª posizione nella classifica dei migliori calciatori del XX secolo pubblicata dalla rivista specializzata World Soccer. Fu insignito del Pallone d'oro 1996, premio raramente riservato a un giocatore del suo ruolo, dopo essersi laureato campione europeo con la propria nazionale. Durante la sua carriera da giocatore ha vinto inoltre una UEFA Champions League nell'edizione 1996-1997 con il Borussia Dortmund.
Insieme a Felix Magath, Franz Beckenbauer, Jupp Heynckes, Thomas Schaaf e Helmut Benthaus, è tra i pochi ad aver vinto la Bundesliga sia da giocatore sia da allenatore.

## Biografia
È figlio di Klaus, anche lui calciatore. Sposato, ha tre figli.
Durante la militanza nella Dinamo Dresda, club all'epoca controllato dalla Stasi, fu forzatamente costretto ad affiliarsi alla polizia segreta dell'allora Repubblica Democratica Tedesca – chiarendo «di non aver mai dovuto spiare nessuno, di non aver mai visto un'arma e di non aver mai partecipato a un'esercitazione» –, ciò per non vedersi precluso il prosieguo della carriera; anche alla luce del precedente che aveva coinvolto il padre Klaus, il quale, rifiutatosi a suo tempo di entrare nel SED, il partito unico della Germania Est, si era visto estromesso dalla nazionale e di fatto costretto a chiudere la carriera agonistica.

## Caratteristiche tecniche

### Giocatore
Fu un calciatore che rese al meglio in compiti prettamente difensivi, inizialmente come centrocampista e in seguito reinventandosi «con eccellenti risultati» come libero; ciò nonostante si rivelò anche discretamente prolifico sottorete, grazie a frequenti sortite nell'area avversaria. Molto dotato tecnicamente, mostrò inoltre visione di gioco e carisma da leader.

## Carriera

### Giocatore

#### Club
Dopo aver giocato dal 1985 al 1990 con la squadra della sua città, la Dinamo Dresda, con cui colse due coppe e due campionati della Germania Est oltre a raggiungere le semifinali della Coppa UEFA 1988-1989, con l'avvenuta riunificazione tedesca passò allo Stoccarda, diventando così il secondo giocatore dell'ormai disciolta DDR (dopo Ulf Kirsten) a firmare per un club dell'ex Germania Ovest. Rimase in biancorosso per un biennio, vincendo nella stagione 1991-1992 il suo primo titolo tedesco.

Sammer all'Inter, alle prese con lo juventino Roberto Baggio nel derby d'Italia del 25 ottobre 1992.

Nel frattempo, già nel 1991 fu acquistato dall'Inter per 9 miliardi di lire, ma stante il limite di 3 stranieri per squadra all'epoca vigente in Serie A, il calciatore poté approdare in nerazzurro solo nell'estate 1992. La sua esperienza a Milano si rivelò breve e non certo memorabile: nonostante emerse presto tra i migliori stranieri del campionato, Sammer pagò dissidi tattici con il tecnico Osvaldo Bagnoli (il quale mal sopportava i suoi sganciamenti offensivi), e soprattutto il mancato ambientamento extrasportivo alla realtà italiana.
Già nel gennaio 1993 spinse quindi per tornare in Germania, venendo prelevato dal Borussia Dortmund per 9,5 miliardi di lire. Militò nelle file giallonere fino al 1998, contribuendo a uno dei maggiori periodi di gloria della squadra: a Dortmund vinse infatti due campionati tedeschi nel biennio 1995-1996, mentre in campo internazionale sollevò nel 1997 la Champions League e la Coppa Intercontinentale. Si ritirò dall'attività agonistica a causa di una grave infezione contratta in seguito a un'operazione di routine al ginocchio, e per la quale rischiò addirittura la vita.

#### Nazionale
Dopo la trafila compiuta nelle nazionali giovanili orientali, cogliendo anche un terzo posto con la Germania Est under 20 al mondiale di categoria del 1987, già l'anno precedente aveva debuttato nella nazionale maggiore orientale con cui metterà a referto 23 presenze, e di cui sarà l'ultimo capitano nonché l'autore delle ultime reti della sua storia, nell'amichevole di Bruxelles del 12 settembre 1990 contro il Belgio e vinta 2-0 grazie alla sua doppietta.
Dopo la riunificazione tedesca Sammer fu tra i pochi ex nazionali orientali (assieme a Thomas Doll, al succitato Kirsten e ad Andreas Thom) a entrare stabilmente nel giro della nuova Germania unita, divenendone anzi uno dei punti fermi, partecipando dapprima al campionato d'Europa 1992 e al campionato del mondo 1994, e vincendo poi da protagonista il campionato d'Europa 1996 in cui segnò 2 reti.
In totale collezionò 74 presenze con le divise delle due nazionali tedesche.

### Allenatore e dirigente
Dal 14 aprile al 30 giugno 2000 è vice di Udo Lattek al Borussia Dortmund. Il successivo 1º luglio diventa allenatore dei gialloneri, con cui vince una Bundesliga e raggiunge la finale della Coppa UEFA 2001-2002. Il 31 maggio 2004 rescinde il contratto con il club di Dortmund per passare sulla panchina dello Stoccarda, da cui viene esonerato (pur se la società parla di addio consensuale) il 3 giugno 2005 a fronte della mancata qualificazione alla UEFA Champions League.
Il 1º aprile 2006 diventa direttore sportivo della nazionale tedesca. Il 31 maggio 2008 rinnova l'accordo con la federazione calcistica tedesca (DFB), divenendo anche supervisore della sezione giovanile, prima di lasciare l'incarico il 1º luglio 2012.
Il giorno dopo diventa direttore sportivo del Bayern Monaco. Lascia il club il 10 luglio 2016, adducendo motivi di salute: sotto la sua gestione i bavaresi hanno vinto undici titoli in quattro anni, tra cui la UEFA Champions League 2012-2013. Il 1º aprile 2018 torna a collaborare con il Borussia Dortmund in veste di consulente esterno.
Dopo la débâcle della nazionale tedesca al campionato del mondo 2022, il 13 dicembre entra a far parte, con Karl-Heinz Rummenigge, Rudi Völler, Oliver Kahn e Oliver Mintzlaff, del pool istituito dalla DFB onde seguire il processo di ricostruzione della squadra.

## Statistiche

### Presenze e reti nei club
| Stagione                 | Squadra                  | Campionato               | Campionato | Campionato | Coppe nazionali | Coppe nazionali | Coppe nazionali | Coppe continentali | Coppe continentali | Coppe continentali | Altre coppe | Altre coppe | Altre coppe | Totale | Totale |
| Stagione                 | Squadra                  | Comp                     | Pres       | Reti       | Comp            | Pres            | Reti            | Comp               | Pres               | Reti               | Comp        | Pres        | Reti        | Pres   | Reti   |
| ------------------------ | ------------------------ | ------------------------ | ---------- | ---------- | --------------- | --------------- | --------------- | ------------------ | ------------------ | ------------------ | ----------- | ----------- | ----------- | ------ | ------ |
| 1985-1986                | Dinamo Dresda            | OL                       | 18         | 8          | CGE             | 4               | 6               | CdC                | 6                  | 2                  | -           | -           | -           | 28     | 16     |
| 1986-1987                | Dinamo Dresda            | OL                       | 20         | 7          | CGE             | 3               | 2               | -                  | -                  | -                  | -           | -           | -           | 23     | 9      |
| 1987-1988                | Dinamo Dresda            | OL                       | 19         | 8          | CGE             | 3               | 1               | CU                 | 2                  | 0                  | -           | -           | -           | 24     | 9      |
| 1988-1989                | Dinamo Dresda            | OL                       | 25         | 7          | CGE             | 3               | 1               | CU                 | 10                 | 0                  | -           | -           | -           | 38     | 8      |
| 1989-1990                | Dinamo Dresda            | OL                       | 20         | 9          | CGE             | 5               | 4               | CC                 | 2                  | 0                  | -           | -           | -           | 27     | 13     |
| Totale Dinamo Dresda     | Totale Dinamo Dresda     | Totale Dinamo Dresda     | 102        | 39         |                 | 18              | 14              |                    | 20                 | 2                  |             | -           | -           | 140    | 55     |
| 1990-1991                | Stoccarda                | BL                       | 30         | 11         | CG              | 3               | 1               | -                  | -                  | -                  | -           | -           | -           | 33     | 12     |
| 1991-1992                | Stoccarda                | BL                       | 33         | 9          | CG              | 3               | 1               | CU                 | 1                  | 1                  | -           | -           | -           | 37     | 11     |
| Totale Stoccarda         | Totale Stoccarda         | Totale Stoccarda         | 63         | 20         |                 | 6               | 2               |                    | 1                  | 1                  |             | -           | -           | 70     | 23     |
| 1992-gen. 1993           | Inter                    | A                        | 11         | 4          | CI              | 1               | 0               | -                  | -                  | -                  | -           | -           | -           | 12     | 4      |
| gen.-giu. 1993           | Borussia Dortmund        | BL                       | 17         | 10         | CG              | 0               | 0               | CU                 | 0                  | 0                  | -           | -           | -           | 17     | 10     |
| 1993-1994                | Borussia Dortmund        | BL                       | 29         | 4          | CG              | 2               | 0               | CU                 | 8                  | 0                  | -           | -           | -           | 39     | 4      |
| 1994-1995                | Borussia Dortmund        | BL                       | 28         | 4          | CG              | 1               | 1               | CU                 | 7                  | 0                  | -           | -           | -           | 36     | 5      |
| 1995-1996                | Borussia Dortmund        | BL                       | 22         | 3          | CG              | 3               | 1               | UCL                | 6                  | 0                  | SG          | 1           | 0           | 32     | 4      |
| 1996-1997                | Borussia Dortmund        | BL                       | 16         | 0          | CG              | 1               | 0               | UCL                | 5                  | 0                  | SG          | 1           | 0           | 23     | 0      |
| 1997-1998                | Borussia Dortmund        | BL                       | 3          | 0          | CG              | 1               | 0               | UCL                | 1                  | 0                  | SG+SU+CInt  | 1+0+0       | 0+0+0       | 6      | 0      |
| Totale Borussia Dortmund | Totale Borussia Dortmund | Totale Borussia Dortmund | 115        | 21         |                 | 8               | 2               |                    | 27                 | 0                  |             | 3           | 0           | 153    | 23     |
| Totale carriera          | Totale carriera          | Totale carriera          | 291        | 84         |                 | 33              | 18              |                    | 48                 | 3                  |             | 3           | 0           | 375    | 105    |

### Cronologia presenze e reti in nazionale
| Cronologia completa delle presenze e delle reti in nazionale ― Germania Est | Cronologia completa delle presenze e delle reti in nazionale ― Germania Est | Cronologia completa delle presenze e delle reti in nazionale ― Germania Est | Cronologia completa delle presenze e delle reti in nazionale ― Germania Est | Cronologia completa delle presenze e delle reti in nazionale ― Germania Est | Cronologia completa delle presenze e delle reti in nazionale ― Germania Est | Cronologia completa delle presenze e delle reti in nazionale ― Germania Est | Cronologia completa delle presenze e delle reti in nazionale ― Germania Est |
| Data                                                                        | Città                                                                       | In casa                                                                     | Risultato                                                                   | Ospiti                                                                      | Competizione                                                                | Reti                                                                        | Note                                                                        |
| --------------------------------------------------------------------------- | --------------------------------------------------------------------------- | --------------------------------------------------------------------------- | --------------------------------------------------------------------------- | --------------------------------------------------------------------------- | --------------------------------------------------------------------------- | --------------------------------------------------------------------------- | --------------------------------------------------------------------------- |
| 19-11-1986                                                                  | Lipsia                                                                      | Germania Est                                                                | 0 – 0                                                                       | Francia                                                                     | Qual. Euro 1988                                                             | -                                                                           |                                                                             |
| 26-1-1987                                                                   | Valencia                                                                    | Spagna                                                                      | 0 – 0                                                                       | Germania Est                                                                | Amichevole                                                                  | -                                                                           |                                                                             |
| 2-3-1988                                                                    | Mohammedia                                                                  | Marocco                                                                     | 2 – 1                                                                       | Germania Est                                                                | Amichevole                                                                  | -                                                                           |                                                                             |
| 30-3-1988                                                                   | Halle                                                                       | Germania Est                                                                | 3 – 3                                                                       | Romania                                                                     | Amichevole                                                                  | -                                                                           |                                                                             |
| 31-8-1988                                                                   | Berlino Est                                                                 | Germania Est                                                                | 1 – 0                                                                       | Grecia                                                                      | Amichevole                                                                  | 1                                                                           |                                                                             |
| 21-9-1988                                                                   | Cottbus                                                                     | Germania Est                                                                | 1 – 2                                                                       | Polonia                                                                     | Amichevole                                                                  | -                                                                           |                                                                             |
| 19-10-1988                                                                  | Berlino Est                                                                 | Germania Est                                                                | 2 – 0                                                                       | Islanda                                                                     | Qual. Mondiali 1990                                                         | -                                                                           |                                                                             |
| 13-2-1989                                                                   | Il Cairo                                                                    | Egitto                                                                      | 0 – 4                                                                       | Germania Est                                                                | Amichevole                                                                  | -                                                                           |                                                                             |
| 8-3-1989                                                                    | Amarousio                                                                   | Grecia                                                                      | 3 – 2                                                                       | Germania Est                                                                | Amichevole                                                                  | -                                                                           |                                                                             |
| 22-3-1989                                                                   | Gelsenkirchen                                                               | Germania Est                                                                | 1 – 1                                                                       | Finlandia                                                                   | Amichevole                                                                  | -                                                                           |                                                                             |
| 12-4-1989                                                                   | Magdeburgo                                                                  | Germania Est                                                                | 0 – 2                                                                       | Turchia                                                                     | Qual. Mondiali 1990                                                         | -                                                                           |                                                                             |
| 26-4-1989                                                                   | Kiev                                                                        | Unione Sovietica                                                            | 3 – 0                                                                       | Germania Est                                                                | Qual. Mondiali 1990                                                         | -                                                                           |                                                                             |
| 20-5-1989                                                                   | Lipsia                                                                      | Germania Est                                                                | 1 – 1                                                                       | Austria                                                                     | Qual. Mondiali 1990                                                         | -                                                                           |                                                                             |
| 23-8-1989                                                                   | Erfurt                                                                      | Germania Est                                                                | 1 – 1                                                                       | Bulgaria                                                                    | Amichevole                                                                  | -                                                                           |                                                                             |
| 6-9-1989                                                                    | Reykjavík                                                                   | Islanda                                                                     | 0 – 3                                                                       | Germania Est                                                                | Qual. Mondiali 1990                                                         | 1                                                                           |                                                                             |
| 8-10-1989                                                                   | Francoforte sul Meno                                                        | Germania Est                                                                | 2 – 1                                                                       | Unione Sovietica                                                            | Qual. Mondiali 1990                                                         | 1                                                                           |                                                                             |
| 25-10-1989                                                                  | Ta' Qali                                                                    | Malta                                                                       | 0 – 4                                                                       | Germania Est                                                                | Amichevole                                                                  | -                                                                           |                                                                             |
| 15-11-1989                                                                  | Vienna                                                                      | Austria                                                                     | 3 – 0                                                                       | Germania Est                                                                | Qual. Mondiali 1990                                                         | -                                                                           |                                                                             |
| 24-1-1990                                                                   | Al Kuwait                                                                   | Francia                                                                     | 3 – 0                                                                       | Germania Est                                                                | Amichevole                                                                  | -                                                                           |                                                                             |
| 28-3-1990                                                                   | Amburgo                                                                     | Germania Est                                                                | 3 – 2                                                                       | Stati Uniti                                                                 | Amichevole                                                                  | -                                                                           |                                                                             |
| 11-4-1990                                                                   | Karl-Marx-Stadt                                                             | Germania Est                                                                | 2 – 0                                                                       | Egitto                                                                      | Amichevole                                                                  | 1                                                                           |                                                                             |
| 25-4-1990                                                                   | Glasgow                                                                     | Scozia                                                                      | 0 – 1                                                                       | Germania Est                                                                | Amichevole                                                                  | -                                                                           |                                                                             |
| 12-9-1990                                                                   | Bruxelles                                                                   | Belgio                                                                      | 0 – 2                                                                       | Germania Est                                                                | Amichevole                                                                  | 2                                                                           | cap.                                                                        |
| Totale                                                                      |                                                                             | Presenze                                                                    | 23                                                                          |                                                                             | Reti                                                                        | 6                                                                           |                                                                             |

| Cronologia completa delle presenze e delle reti in nazionale ― Germania | Cronologia completa delle presenze e delle reti in nazionale ― Germania | Cronologia completa delle presenze e delle reti in nazionale ― Germania | Cronologia completa delle presenze e delle reti in nazionale ― Germania | Cronologia completa delle presenze e delle reti in nazionale ― Germania | Cronologia completa delle presenze e delle reti in nazionale ― Germania | Cronologia completa delle presenze e delle reti in nazionale ― Germania | Cronologia completa delle presenze e delle reti in nazionale ― Germania |
| Data                                                                    | Città                                                                   | In casa                                                                 | Risultato                                                               | Ospiti                                                                  | Competizione                                                            | Reti                                                                    | Note                                                                    |
| ----------------------------------------------------------------------- | ----------------------------------------------------------------------- | ----------------------------------------------------------------------- | ----------------------------------------------------------------------- | ----------------------------------------------------------------------- | ----------------------------------------------------------------------- | ----------------------------------------------------------------------- | ----------------------------------------------------------------------- |
| 19-12-1990                                                              | Stoccarda                                                               | Germania                                                                | 4 – 0                                                                   | Svizzera                                                                | Amichevole                                                              | -                                                                       |                                                                         |
| 27-3-1991                                                               | Francoforte sul Meno                                                    | Germania                                                                | 2 – 1                                                                   | Unione Sovietica                                                        | Amichevole                                                              | -                                                                       |                                                                         |
| 1-5-1991                                                                | Hannover                                                                | Germania                                                                | 1 – 0                                                                   | Belgio                                                                  | Qual. Euro 1992                                                         | -                                                                       |                                                                         |
| 5-6-1991                                                                | Cardiff                                                                 | Galles                                                                  | 1 – 0                                                                   | Germania                                                                | Qual. Euro 1992                                                         | -                                                                       |                                                                         |
| 22-4-1991                                                               | Praga                                                                   | Cecoslovacchia                                                          | 1 – 1                                                                   | Germania                                                                | Amichevole                                                              | -                                                                       |                                                                         |
| 30-5-1992                                                               | Gelsenkirchen                                                           | Germania                                                                | 1 – 0                                                                   | Turchia                                                                 | Amichevole                                                              | -                                                                       |                                                                         |
| 2-6-1992                                                                | Brema                                                                   | Germania                                                                | 1 – 1                                                                   | Irlanda del Nord                                                        | Amichevole                                                              | -                                                                       |                                                                         |
| 15-6-1992                                                               | Norrköping                                                              | Scozia                                                                  | 0 – 2                                                                   | Germania                                                                | Euro 1992 - 1º turno                                                    | -                                                                       |                                                                         |
| 18-6-1992                                                               | Göteborg                                                                | Germania                                                                | 1 – 3                                                                   | Paesi Bassi                                                             | Euro 1992 - 1º turno                                                    | -                                                                       |                                                                         |
| 21-6-1992                                                               | Stoccolma                                                               | Germania                                                                | 3 – 2                                                                   | Svezia                                                                  | Euro 1992 - Semifinale                                                  | -                                                                       |                                                                         |
| 26-6-1992                                                               | Göteborg                                                                | Danimarca                                                               | 2 – 0                                                                   | Germania                                                                | Euro 1992 - Finale                                                      | -                                                                       |                                                                         |
| 16-12-1992                                                              | Fortaleza                                                               | Brasile                                                                 | 3 – 1                                                                   | Germania                                                                | Amichevole                                                              | 1                                                                       |                                                                         |
| 20-12-1992                                                              | Montevideo                                                              | Uruguay                                                                 | 1 – 4                                                                   | Germania                                                                | Amichevole                                                              | -                                                                       |                                                                         |
| 24-3-1993                                                               | Glasgow                                                                 | Scozia                                                                  | 0 – 1                                                                   | Germania                                                                | Amichevole                                                              | -                                                                       |                                                                         |
| 10-6-1993                                                               | Washington                                                              | Brasile                                                                 | 3 – 3                                                                   | Germania                                                                | U.S. Cup 1993                                                           | -                                                                       |                                                                         |
| 19-6-1993                                                               | Detroit                                                                 | Germania                                                                | 2 – 1                                                                   | Inghilterra                                                             | U.S. Cup 1993                                                           | -                                                                       |                                                                         |
| 15-12-1993                                                              | Miami                                                                   | Argentina                                                               | 2 – 1                                                                   | Germania                                                                | Amichevole                                                              | -                                                                       |                                                                         |
| 18-12-1993                                                              | Los Angeles                                                             | Stati Uniti                                                             | 0 – 3                                                                   | Germania                                                                | Amichevole                                                              | -                                                                       |                                                                         |
| 22-12-1993                                                              | Città del Messico                                                       | Messico                                                                 | 0 – 0                                                                   | Germania                                                                | Amichevole                                                              | -                                                                       |                                                                         |
| 23-3-1994                                                               | Stoccarda                                                               | Germania                                                                | 2 – 1                                                                   | Italia                                                                  | Amichevole                                                              | -                                                                       |                                                                         |
| 27-4-1994                                                               | Abu Dhabi                                                               | Emirati Arabi Uniti                                                     | 0 – 2                                                                   | Germania                                                                | Amichevole                                                              | -                                                                       |                                                                         |
| 29-5-1994                                                               | Hannover                                                                | Germania                                                                | 0 – 2                                                                   | Irlanda                                                                 | Amichevole                                                              | -                                                                       |                                                                         |
| 2-6-1994                                                                | Graz                                                                    | Austria                                                                 | 1 – 5                                                                   | Germania                                                                | Amichevole                                                              | 1                                                                       |                                                                         |
| 8-6-1994                                                                | Toronto                                                                 | Canada                                                                  | 0 – 2                                                                   | Germania                                                                | Amichevole                                                              | 1                                                                       |                                                                         |
| 17-6-1994                                                               | Chicago                                                                 | Germania                                                                | 1 – 0                                                                   | Bolivia                                                                 | Mondiali 1994 - 1º turno                                                | -                                                                       |                                                                         |
| 21-6-1994                                                               | Chicago                                                                 | Germania                                                                | 1 – 1                                                                   | Spagna                                                                  | Mondiali 1994 - 1º turno                                                | -                                                                       |                                                                         |
| 27-6-1994                                                               | Dallas                                                                  | Corea del Sud                                                           | 2 – 3                                                                   | Germania                                                                | Mondiali 1994 - 1º turno                                                | -                                                                       |                                                                         |
| 2-7-1994                                                                | Chicago                                                                 | Germania                                                                | 3 – 2                                                                   | Belgio                                                                  | Mondiali 1994 - Ottavi di finale                                        | -                                                                       |                                                                         |
| 16-11-1994                                                              | Tirana                                                                  | Albania                                                                 | 1 – 2                                                                   | Germania                                                                | Qual. Euro 1996                                                         | -                                                                       |                                                                         |
| 14-12-1994                                                              | Chișinău                                                                | Moldavia                                                                | 0 – 3                                                                   | Germania                                                                | Qual. Euro 1996                                                         | -                                                                       |                                                                         |
| 18-12-1994                                                              | Kaiserslautern                                                          | Germania                                                                | 2 – 1                                                                   | Albania                                                                 | Qual. Euro 1996                                                         | -                                                                       |                                                                         |
| 7-6-1995                                                                | Sofia                                                                   | Bulgaria                                                                | 3 – 2                                                                   | Germania                                                                | Qual. Euro 1996                                                         | -                                                                       |                                                                         |
| 21-6-1995                                                               | Zurigo                                                                  | Italia                                                                  | 0 – 2                                                                   | Germania                                                                | Torneo del Centenario della Federazione Svizzera                        | -                                                                       |                                                                         |
| 23-6-1995                                                               | Berna                                                                   | Svizzera                                                                | 1 – 2                                                                   | Germania                                                                | Torneo del Centenario della Federazione Svizzera                        | -                                                                       |                                                                         |
| 8-10-1995                                                               | Leverkusen                                                              | Germania                                                                | 6 – 1                                                                   | Moldavia                                                                | Qual. Euro 1996                                                         | 2                                                                       |                                                                         |
| 11-10-1995                                                              | Cardiff                                                                 | Galles                                                                  | 1 – 2                                                                   | Germania                                                                | Qual. Euro 1996                                                         | -                                                                       |                                                                         |
| 15-11-1995                                                              | Berlino                                                                 | Germania                                                                | 3 – 1                                                                   | Bulgaria                                                                | Qual. Euro 1996                                                         | -                                                                       |                                                                         |
| 21-4-1996                                                               | Setúbal                                                                 | Portogallo                                                              | 1 – 2                                                                   | Germania                                                                | Amichevole                                                              | -                                                                       |                                                                         |
| 24-4-1996                                                               | Rotterdam                                                               | Paesi Bassi                                                             | 0 – 1                                                                   | Germania                                                                | Amichevole                                                              | -                                                                       |                                                                         |
| 1-6-1996                                                                | Düsseldorf                                                              | Germania                                                                | 0 – 1                                                                   | Francia                                                                 | Amichevole                                                              | -                                                                       |                                                                         |
| 4-6-1996                                                                | Mannheim                                                                | Germania                                                                | 9 – 1                                                                   | Liechtenstein                                                           | Amichevole                                                              | 1                                                                       |                                                                         |
| 9-6-1996                                                                | Manchester                                                              | Germania                                                                | 2 – 0                                                                   | Rep. Ceca                                                               | Euro 1996 - 1º turno                                                    | -                                                                       |                                                                         |
| 16-6-1996                                                               | Manchester                                                              | Germania                                                                | 3 – 0                                                                   | Russia                                                                  | Euro 1996 - 1º turno                                                    | 1                                                                       |                                                                         |
| 19-6-1996                                                               | Manchester                                                              | Italia                                                                  | 0 – 0                                                                   | Germania                                                                | Euro 1996 - 1º turno                                                    | -                                                                       |                                                                         |
| 23-6-1996                                                               | Manchester                                                              | Croazia                                                                 | 1 – 2                                                                   | Germania                                                                | Euro 1996 - Quarti di finale                                            | 1                                                                       |                                                                         |
| 26-6-1996                                                               | Londra                                                                  | Inghilterra                                                             | 1 – 1 dts (5 – 6 dtr)                                                   | Germania                                                                | Euro 1996 - Semifinale                                                  | -                                                                       |                                                                         |
| 30-6-1996                                                               | Londra                                                                  | Germania                                                                | 2 – 1 gg                                                                | Rep. Ceca                                                               | Euro 1996 - Finale                                                      | -                                                                       |                                                                         |
| 14-12-1996                                                              | Porto                                                                   | Portogallo                                                              | 0 – 0                                                                   | Germania                                                                | Qual. Mondiali 1998                                                     | -                                                                       |                                                                         |
| 26-2-1997                                                               | Tel Aviv                                                                | Israele                                                                 | 0 – 1                                                                   | Germania                                                                | Amichevole                                                              | -                                                                       |                                                                         |
| 2-4-1997                                                                | Scutari                                                                 | Albania                                                                 | 2 – 3                                                                   | Germania                                                                | Qual. Mondiali 1998                                                     | -                                                                       |                                                                         |
| 7-6-1997                                                                | Kiev                                                                    | Ucraina                                                                 | 0 – 0                                                                   | Germania                                                                | Qual. Mondiali 1998                                                     | -                                                                       |                                                                         |
| Totale                                                                  |                                                                         | Presenze                                                                | 51                                                                      |                                                                         | Reti                                                                    | 8                                                                       |                                                                         |

### Statistiche da allenatore
Statistiche aggiornate al 20 maggio 2024. In grassetto le competizioni vinte.
| Stagione                 | Squadra                  | Campionato               | Campionato | Campionato | Campionato | Campionato | Coppe nazionali | Coppe nazionali | Coppe nazionali | Coppe nazionali | Coppe nazionali | Coppe continentali | Coppe continentali | Coppe continentali | Coppe continentali | Coppe continentali | Altre coppe | Altre coppe | Altre coppe | Altre coppe | Altre coppe | Totale | Totale | Totale | Totale | % Vittorie | Piazzamento |
| Stagione                 | Squadra                  | Comp                     | G          | V          | N          | P          | Comp            | G               | V               | N               | P               | Comp               | G                  | V                  | N                  | P                  | Comp        | G           | V           | N           | P           | G      | V      | N      | P      | %          | Piazzamento |
| ------------------------ | ------------------------ | ------------------------ | ---------- | ---------- | ---------- | ---------- | --------------- | --------------- | --------------- | --------------- | --------------- | ------------------ | ------------------ | ------------------ | ------------------ | ------------------ | ----------- | ----------- | ----------- | ----------- | ----------- | ------ | ------ | ------ | ------ | ---------- | ----------- |
| 2000-2001                | Borussia Dortmund        | BL                       | 34         | 16         | 10         | 8          | CG              | 3               | 2               | 0               | 1               | -                  | -                  | -                  | -                  | -                  | -           | -           | -           | -           | -           | 37     | 18     | 10     | 9      | 48,65      | 3°          |
| 2001-2002                | Borussia Dortmund        | BL                       | 34         | 21         | 7          | 6          | CG              | 1               | 0               | 0               | 1               | UCL+CU             | 8+9                | 4+4                | 2+3                | 2+2                | CdL         | 2           | 0           | 1           | 1           | 54     | 29     | 13     | 12     | 53,70      | 1°          |
| 2002-2003                | Borussia Dortmund        | BL                       | 34         | 15         | 13         | 6          | CG              | 2               | 1               | 0               | 1               | UCL                | 12                 | 6                  | 2                  | 4                  | CdL         | 1           | 0           | 0           | 1           | 49     | 22     | 15     | 12     | 44,90      | 3°          |
| 2003-2004                | Borussia Dortmund        | BL                       | 34         | 16         | 7          | 11         | CG              | 2               | 1               | 0               | 1               | UCL+CU             | 2+4                | 1+2                | 0+1                | 1+1                | CdL         | 3           | 2           | 0           | 1           | 45     | 22     | 8      | 15     | 48,89      | 6°          |
| Totale Borussia Dortmund | Totale Borussia Dortmund | Totale Borussia Dortmund | 136        | 68         | 37         | 31         |                 | 8               | 4               | 0               | 4               |                    | 35                 | 17                 | 8                  | 10                 |             | 6           | 2           | 1           | 3           | 185    | 91     | 46     | 48     | 49,19      |             |
| 2004-2005                | Stoccarda                | BL                       | 34         | 17         | 7          | 10         | CG              | 3               | 2               | 0               | 1               | CU                 | 8                  | 5                  | 1                  | 2                  | CdL         | 2           | 1           | 0           | 1           | 47     | 25     | 8      | 14     | 53,19      | 5°          |
| Totale carriera          | Totale carriera          | Totale carriera          | 170        | 85         | 44         | 41         |                 | 11              | 6               | 0               | 5               |                    | 43                 | 22                 | 9                  | 12                 |             | 8           | 3           | 1           | 4           | 232    | 116    | 54     | 62     | 50,00      |             |

## Palmarès

### Giocatore

#### Club

##### Competizioni nazionali

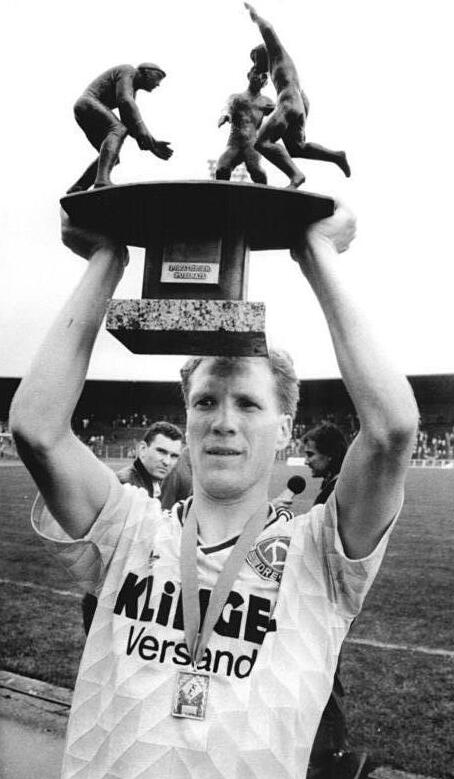
Sammer solleva la Coppa della Germania Est 1989-1990

- Coppa della Germania Est: 2

Dinamo Dredsa: 1984-1985, 1989-1990
- Campionato tedesco orientale: 2

Dinamo Dredsa: 1988-1989, 1989-1990
- Campionato tedesco: 3

Stoccarda: 1991-1992
Borussia Dortmund: 1994-1995, 1995-1996
- Supercoppa di Germania: 2

Borussia Dortmund: 1995, 1996

##### Competizioni internazionali
- UEFA Champions League: 1

Borussia Dortmund: 1996-1997
- Coppa Intercontinentale: 1

Borussia Dortmund: 1997

#### Nazionale
- Campionato d'Europa Under-18: 1

Germania Est: Jugoslavia 1986
- Campionato d'Europa: 1

Germania: Inghilterra 1996

#### Individuale
- Calciatore tedesco dell'anno: 2

1995, 1996
- ESM Team of the Year: 1

1994-1995
- Pallone d'oro: 1

1996
- Onze de bronze: 1

1996
- Miglior giocatore del campionato europeo di calcio: 1

Inghilterra 1996
- Inserito nella World Soccer's The Greatest Players of the 20th century (1999)[21]
- Candidato al Dream Team del Pallone d'oro

### Allenatore
- Campionato tedesco: 1

Borussia Dortmund: 2001-2002